# Olivier Ouvrard
Olivier Ouvrard (né le 27 mars 1969, à Villeurbanne) est un coureur cycliste français, actif des années 1980 à 2000.

## Biographie
Olivier Ouvrard est originaire de Villeurbanne, une commune située dans la métropole de Lyon. Il court durant sa jeunesse au sein de l'UA La Rochefoucauld.
En 1988, il intègre le Cycle Poitevin, avec lequel il s'impose sur deux épreuves des Boucles de Haute-Vienne. En 1991, il s'illustre sous les couleurs de l'équipe de France amateurs en remportant une étape du Tour du Limousin, devant plusieurs cyclistes professionnels. Il représente également son pays lors des Jeux méditerranéens d'Athènes, où il se classe huitième de la course en ligne,. Malgré ses performances, il ne passe pas professionnel et prend une licence en 1992 à l'UC Niort. Il ajoute à son palmarès l'épreuve bretonne Manche-Atlantique ainsi qu'une étape du Tour du Gévaudan.
Il fait son retour au Cycle Poitevin en 1994, après une saison passée dans un club en région parisienne. Toujours performant, il triomphe sur diverses compétitions comme le Circuit des plages vendéennes, le Circuit du Cantal ou encore le Tour de la Creuse. En 1996, il gagne une étape du Tour du Japon au niveau international. La même année, il participe aux Jeux paralympiques d'Atlanta en tant que pilote du cycliste malvoyant Cyrille Josso. Sur piste, il termine troisième du championnat de France de demi-fond en 1999. Il continue à courir jusqu'au début des années 2000, avant de mettre un terme à sa carrière cycliste.

## Palmarès sur route
| - 1988 - 2e et 3e épreuves des Boucles de Haute-Vienne - 1989 - 2e du Tour du Canton de Lubersac - 1990 - Flèche Charente Limousine - 1991 - Circuit du Cantal - 2e étape du Tour du Limousin - 2e du Tour du Canton de Gémozac - 1992 - Manche-Atlantique - Une étape du Tour du Gévaudan - 1993 - Bol d'Air creusois - Circuit des Deux Ponts - 2e de Jard-Les Herbiers - 1994 - Circuit des plages vendéennes : - Classement général - 6e étape - Circuit de l'Évre - Circuit du Cantal - Tour de la Creuse - 2e de la Ronde de l'Isard - 2e du Grand Prix du Cru Fleurie - 3e du Grand Prix de Buxerolles - 3e de la Pédale d'Or de Ligugé | - 1995 - 1re et 2e étapes de la Flèche de la Charente limousine - 2e du Circuit des Vins du Blayais - 3e du Circuit de l'Èvre - 3e du Tour du Canton de Gémozac - 3e de Jard-Les Herbiers - 1996 - 2e étape du Tour du Japon - Grand Prix des Foires d'Orval - 2e du Grand Prix de la Tomate - 3e du Circuit des Monts de Blond - 3e du championnat du Poitou-Charentes - 1998 - Critérium de Terrebourg |  |

## Palmarès sur piste
- 1999
  - 3e du championnat de France de demi-fond